# Kanton Hallencourt
Der Kanton Hallencourt war bis 2015 ein französischer Wahlkreis im Arrondissement Abbeville, im Département Somme und in der Region Picardie; sein Hauptort war Hallencourt. Vertreter im Generalrat des Départements war zuletzt von 2008 bis 2015 Claude Jacob (PCF). 
Der Kanton Hallencourt war 133,15 km² groß und hatte 7.051 Einwohner (Stand: 1999), was einer Bevölkerungsdichte von rund 53 Einwohnern pro km² entsprach. Er lag im Mittel 59 m hoch, zwischen 6 m in Érondelle und 127 m in Allery.

## Gemeinden
Der Kanton bestand aus 16 Gemeinden:
| Gemeinde                 | Einwohner Jahr | Fläche km² | Bevölkerungsdichte | Code INSEE | Postleitzahl |
| ------------------------ | -------------- | ---------- | ------------------ | ---------- | ------------ |
| Allery                   | 810 (2013)     | –          | – Einw./km²        | 80019      | 80270        |
| Bailleul                 | 278 (2013)     | –          | – Einw./km²        | 80051      | 80490        |
| Citerne                  | 268 (2013)     | –          | – Einw./km²        | 80196      | 80490        |
| Doudelainville           | 330 (2013)     | –          | – Einw./km²        | 80251      | 80140        |
| Érondelle                | 491 (2013)     | –          | – Einw./km²        | 80282      | 80580        |
| Fontaine-sur-Somme       | 534 (2013)     | –          | – Einw./km²        | 80328      | 80510        |
| Frucourt                 | 132 (2013)     | –          | – Einw./km²        | 80372      | 80490        |
| Hallencourt              | 1.374 (2013)   | –          | – Einw./km²        | 80406      | 80490        |
| Huppy                    | 811 (2013)     | –          | – Einw./km²        | 80446      | 80140        |
| Liercourt                | 338 (2013)     | –          | – Einw./km²        | 80476      | 80580        |
| Limeux                   | 146 (2013)     | –          | – Einw./km²        | 80482      | 80490        |
| Longpré-les-Corps-Saints | 1.664 (2013)   | –          | – Einw./km²        | 80488      | 80510        |
| Mérélessart              | 200 (2013)     | –          | – Einw./km²        | 80529      | 80490        |
| Sorel-en-Vimeu           | 243 (2013)     | –          | – Einw./km²        | 80736      | 80490        |
| Vaux-Marquenneville      | 78 (2013)      | –          | – Einw./km²        | 80783      | 80140        |
| Wiry-au-Mont             | 123 (2013)     | –          | – Einw./km²        | 80825      | 80270        |